# Daydream Receiver
Daydream Receiver è un album del cantante norvegese Askil Holm, pubblicato nel 2003. Edito dalla Mercury Records (e dalla Boundless Records in Giappone), è stato distribuito in versione digitale nel 2008 dalla Universal Records e Decca Records.

## Tracce
1. Daydream Receiver – 3:00 (Martin Hagfors, Askil Holm, Lars Horntveth, Bård Ingebrigtsen, Sander S. Olsen)
2. Animate – 2:45 (Martin Hagfors, Askil Holm, Bård Ingebrigtsen)
3. Turbulence – 3:31 (Martin Hagfors, Askil Holm, Bård Ingebrigtsen)
4. First day of June – 3:17 (Martin Hagfors, Askil Holm)
5. Moonlanding – 3:12 (Askil Holm)
6. Nathan and the magazines – 4:01 (Martin Hagfors, Askil Holm, Bård Ingebrigtsen)
7. Safe embrace – 3:00 (Askil Holm)
8. Kamikaze lovesong – 4:52 (Martin Hagfors, Askil Holm)
9. Exploding – 3:40 (Martin Hagfors, Askil Holm, Bård Ingebrigtsen)
10. Seven Days in the Sun – 2:50 (Martin Hagfors, Askil Holm)
11. The Boy with the Boomerang – 4:35 (Askil Holm)
12. Waving Goodbye (feat. Kristin Asbjørnsen) – 7:09 (Martin Hagfors, Askil Holm)